# Zlatko Tomčić
Zlatko Tomčić (ur. 10 lipca 1945 w Zagrzebiu) – chorwacki polityk i inżynier. Od 2 do 18 lutego 2000 pełniący obowiązki prezydenta kraju, były minister, przewodniczący parlamentu i przewodniczący Chorwackiej Partii Chłopskiej (HSS).

## Życiorys
Ukończył studia na Wydziale Inżynierii Mechanicznej Uniwersytetu w Belgradzie. Pracował jako projektant budynków, zajmował się także doradztwem inwestycyjnym.
W latach 90. zaangażował się w działalność polityczną. Od kwietnia 1993 do grudnia 1994 sprawował urząd ministra budownictwa i ochrony środowiska w rządzie, na czele którego stał Nikica Valentić. Również w 1994 stanął na czele Chorwackiej Partii Chłopskiej. W 1995 po raz pierwszy został wybrany do parlamentu. Reelekcję uzyskał w 2000. Po tych wyborach parlamentarnych został powołany na urząd przewodniczącego Zgromadzenia Chorwackiego IV kadencji. Objęcie tej funkcji przypadło na czas wakatu na urzędzie prezydenta Chorwacji (po śmierci Franja Tuđmana), wobec czego Zlatko Tomčić został pełniącym obowiązki głowy państwa (w miejsce wykonującego tę funkcję poprzedniego przewodniczącego parlamentu III kadencji, którym był Vlatko Pavletić). Zajmował to stanowisko przez kilkanaście dni do czasu zaprzysiężenia nowo wybranego prezydenta.
W 2003 Zlatko Tomčić po raz trzeci został wybrany do parlamentu, jednak HSS utraciła część mandatów i znalazła się w opozycji. W 2005 na jej czele stanął Josip Friščić. W 2006 Zlatko Tomčić zrezygnował z zasiadania w parlamencie i wycofał się z działalności politycznej.